# Olympische Jugend-Sommerspiele 2014/Teilnehmer (Estland)
| Gelbes Symbol für Goldmedaillen mit stilisierten Olympischen Ringen | Graues Symbol für Silbermedaillen mit stilisierten Olympischen Ringen | Braundes Symbol für Bronzemedaillen mit stilisierten Olympischen Ringen |
| ------------------------------------------------------------------- | --------------------------------------------------------------------- | ----------------------------------------------------------------------- |
| —                                                                   | —                                                                     | —                                                                       |

Die Jugend-Olympiamannschaft aus Estland für die II. Olympischen Jugend-Sommerspiele vom 16. bis 28. August 2014 in Nanjing (Volksrepublik China) bestand aus 17 Athleten.

## Athleten nach Sportarten

### Badminton
Mädchen
- Kristin Kuuba
Einzel: 25. Platz
Mixed: 25. Platz (mit Luis Ramón Garrido  Mexiko)

### Basketball
Mädchen
- 3x3: 6. Platz
- Kadri-Ann Lass
Shoot-out: 18. Platz
- Tatjana Razguljajeva
- Marie Roosalu
Shoot-out: 46. Platz
- Kadri Uiga

### Judo
Jungen
- Mattias Kuusik
Klasse bis 81 kg: 17. Platz

### Leichtathletik
| Mädchen - Valeria Radajeva Kugelstoßen: 14. Platz 8 × 100 m Mixed: 21. Platz | Jungen - Sander Moldau Stabhochsprung: 12. Platz 8 × 100 m Mixed: 48. Platz - Hans-Christian Hausenberg Weitsprung: kein gültiger Versuch 8 × 100 m Mixed: 49. Platz - Kert Piirimäe Kugelstoßen: 5. Platz 8 × 100 m Mixed: 57. Platz - Georg Kaspar Räni Hammerwurf: 12. Platz 8 × 100 m Mixed: 32. Platz |

### Radsport
Mädchen
- Mari-Liis Mõttus
- Karolin Varblane
Kombination: 7. Platz

### Schwimmen
| Mädchen - Karleen Kersa 50 m Brust: 14. Platz 100 m Brust: 20. Platz | Jungen - Karl Johann Luht 50 m Rücken: 14. Platz 100 m Rücken: 29. Platz - Daniel Zaitsev 50 m Schmetterling: 7. Platz 100 m Schmetterling: 15. Platz |

### Segeln
Mädchen
- Brigita Viilop
Windsurfen: 15. Platz